# 사포텍 문명

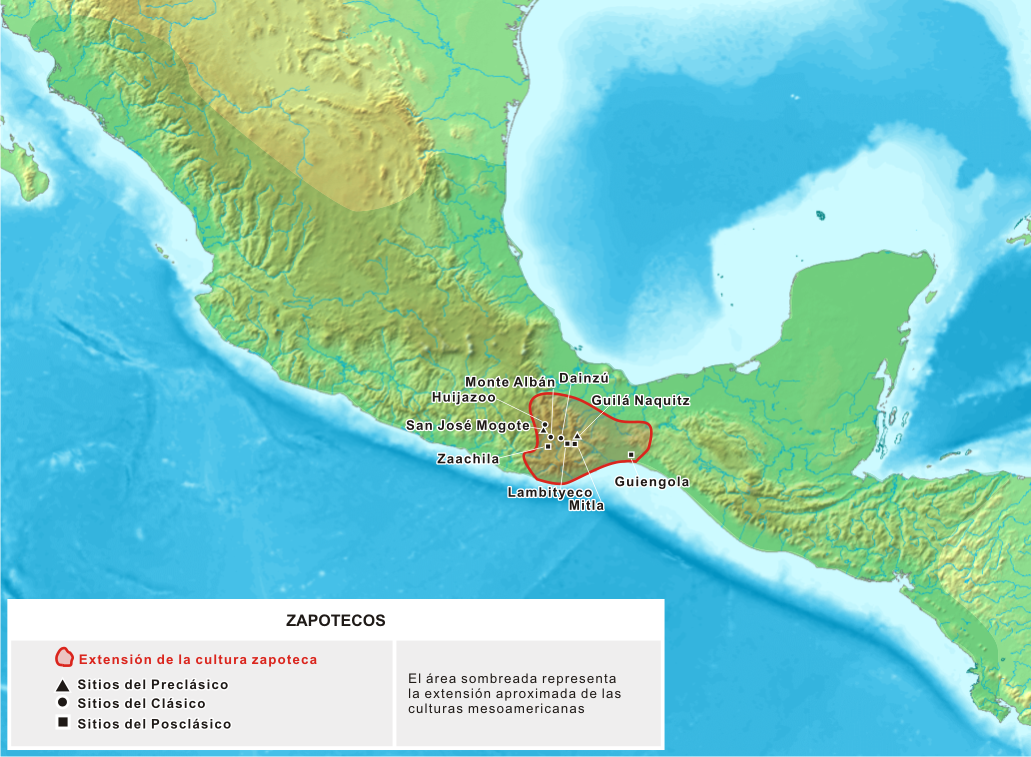
사포텍 문명의 영역

사포텍 문명(Zapotec civilization)은 중앙 아메리카 남부에 위치한 오아하카 계곡에서 번영했던 원주민 문명이다. 인류학적 근거에 따르면 이들의 문화는 최소 2,500년 전에 시작되었다고 한다. 이들은 고대 도시인 몬테 알반에 라틴 아메리카 공놀이장, 각종 귀중품이 함께 매장된 웅장한 무덤과 같은 건축 유물을 남겼다. 몬테 알반은 라틴 아메리카 최초의 거대 도시로, 현 오아하카주의 대부분을 지배했었던 사포텍 문명 영역의 중앙부에 위치해 있다.